# 石田卓也 (実業家)
石田 卓也（いしだ たくや、1952年 - ）は、アメリカ国籍の実業家。東京生まれ。興和商事株式会社代表取締役会長、米国Fan Out Co.,Ltd.代表。

## 略歴
- 早稲田高校卒業後渡米、カリフォルニアのChapman大学卒業。
- 1978年Fan Out Co.,Ltd.を設立し、貿易、不動産事業をアメリカで始める。
- 2008年興和商事株式会社（本社渋谷区）の会長就任。
- 興和商事は1950年創業、ビンテージマンションとして有名なビラシリーズの不動産事業、ステンドグラス輸入販売、美容品販売などを手掛ける東京都渋谷区の会社。
- Chapman大学理事
- Eureka大学(レーガン大統領の出身大学)理事
- Salvation Armyの顧問
- 共和党委員長の顧問
- Rancho Damacitas(虐待された子供を助けるNPO)の副理事長
- 日本ステンドグラス普及協会会長

## 著作
- 『日本人だったアメリカ人が見たおかしな日本』エンタイトル出版、2011年
- 『日本人だったアメリカ人社長、日本を叱る』株式会社学研マーケティング 2015年

## 映像
- 『ヒューマンエナジー』ヒストリーチャンネル　ドキュメンタリー、アマゾンプライム、2019年